# Chus Bravo
Jesús Manuel Bravo Suárez (Gijón, Asturias, España, 3 de mayo de 1979), conocido como Chus Bravo, es un exfutbolista español que jugaba como defensa. Tras su retirada, ejerció como director del fútbol base del Real Avilés C. F. y, posteriormente, también desempeñó los cargos de director deportivo y director general del mismo club.

## Trayectoria
Comenzó a jugar en el fútbol base del Club de Fútbol Estudiantes de Somió y se incorporó a la cantera del Real Sporting de Gijón en 1994. Permaneció en la Escuela de fútbol de Mareo de forma ininterrumpida hasta 1998, año en el que fue cedido por una temporada al U. P. Langreo, para volver al Sporting en la siguiente. En el año 2000 estuvo a punto de debutar con el primer equipo de la mano de Vicente Cantatore, pero una lesión se lo impidió, y comenzó así una serie de dolencias que durante años le impidieron jugar con regularidad. Fue operado hasta seis veces por diversos motivos durante su carrera deporiva.
En junio de 2006 renovó con el Sporting por dos años más con opción a un tercero. Al no efectuarse la opción, finalizó contrato en 2008 y fichó por el Mérida U. D. En el verano de 2009 fichó por la Cultural y Deportiva Leonesa, donde permaneció hasta junio de 2010. En 2010 fue contratado por el Caudal Deportivo, club en el que se retiró como futbolista.

## Clubes
| Club                         | País   | Año       |
| ---------------------------- | ------ | --------- |
| U. P. Langreo                | España | 1998-1999 |
| Real Sporting de Gijón "B"   | España | 1999-2001 |
| Real Sporting de Gijón       | España | 2001-2008 |
| Mérida U. D.                 | España | 2008-2009 |
| Cultural y Deportiva Leonesa | España | 2009-2010 |
| Caudal Deportivo             | España | 2010-2011 |